# Amphiprion melanopus

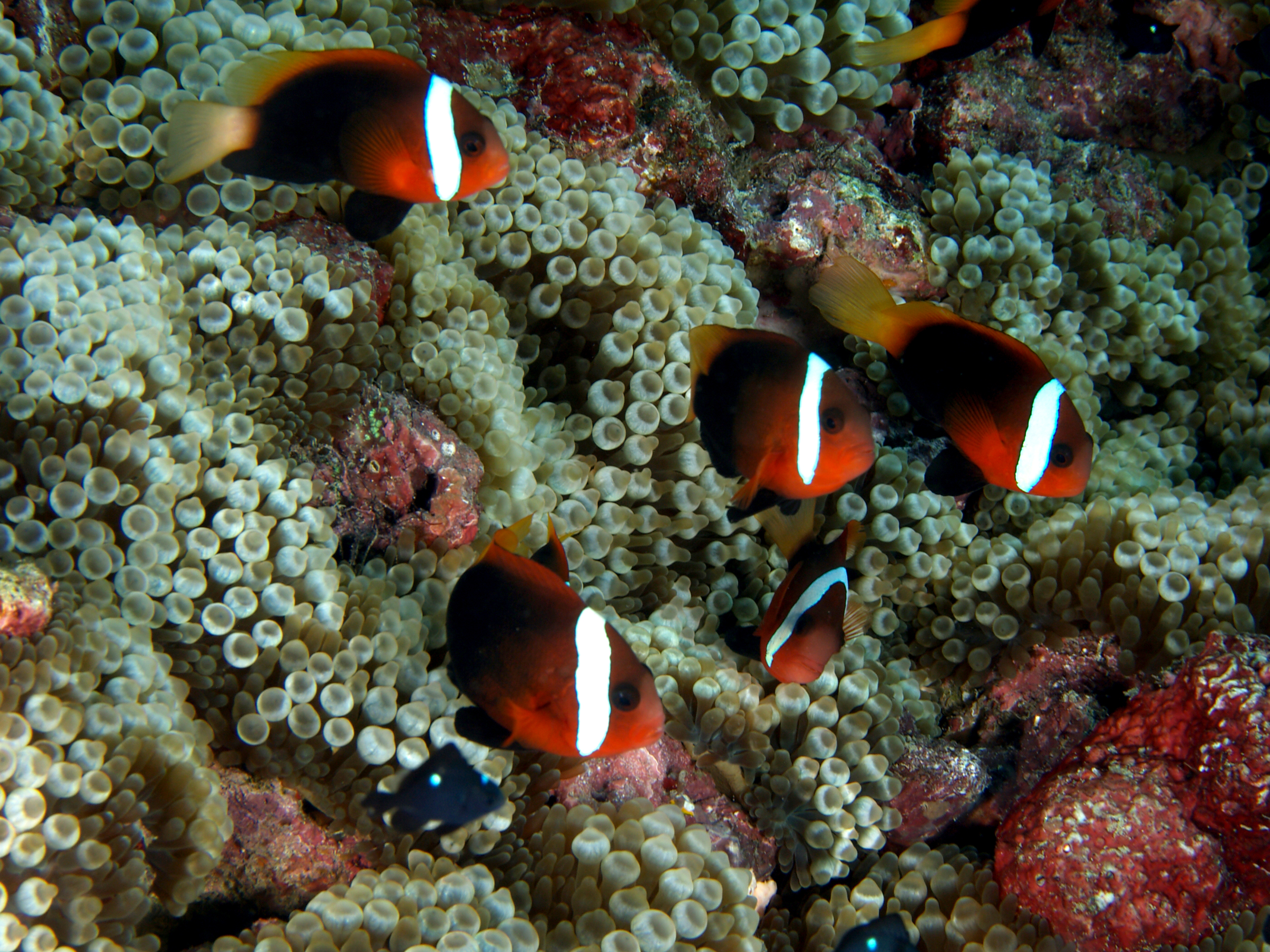
Amphiprion melanopus

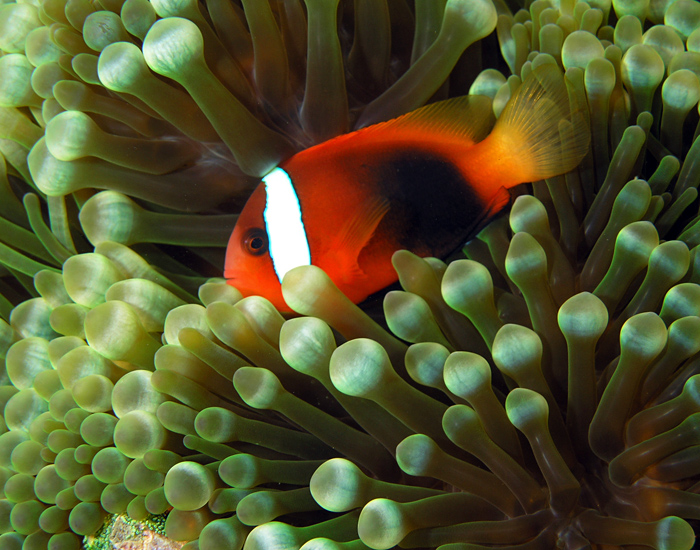
Un exemplar en una anemone de mar a Timor Oriental

Amphiprion melanopus és una espècie de peix de la família dels pomacèntrids i de l'ordre dels perciformes.

## Morfologia
- Els mascles poden assolir 12 cm de llargària total.[3][4]

## Alimentació
Menja copèpodes planctònics i algues.

## Depredadors
A les Illes Marshall és depredat pel serrànid Anyperodon leucogrammicus.

## Hàbitat
Viu en zones de clima tropical (10°N-30°S), associat als esculls de corall, a 1-18 m de fondària i en simbiosi amb les anemones Entacmaea quadricolor (normalment), Heteractis crispa (de tant en tant) i Heteractis magnifica (rarament).

## Distribució geogràfica
Es troba a l'oceà Pacífic: Indonèsia (des de Bali cap a l'est), sud de les Filipines, Nova Guinea, Austràlia (Queensland), Nova Bretanya, Salomó, Vanuatu, Nova Caledònia, Fiji, Tonga, Samoa, Illes de la Societat, Illes Carolines, Illes Mariannes, Kiribati i les Illes Marshall.

## Longevitat
Arriba a viure fins als cinc anys.

## Observacions
Pot ésser criat en captivitat.